# 道の駅せせらぎ郷かみつえ
道の駅せせらぎ郷かみつえ（みちのえき せせらぎきょうかみつえ）は、大分県日田市上津江町川原にある国道387号の道の駅である。

## 概要

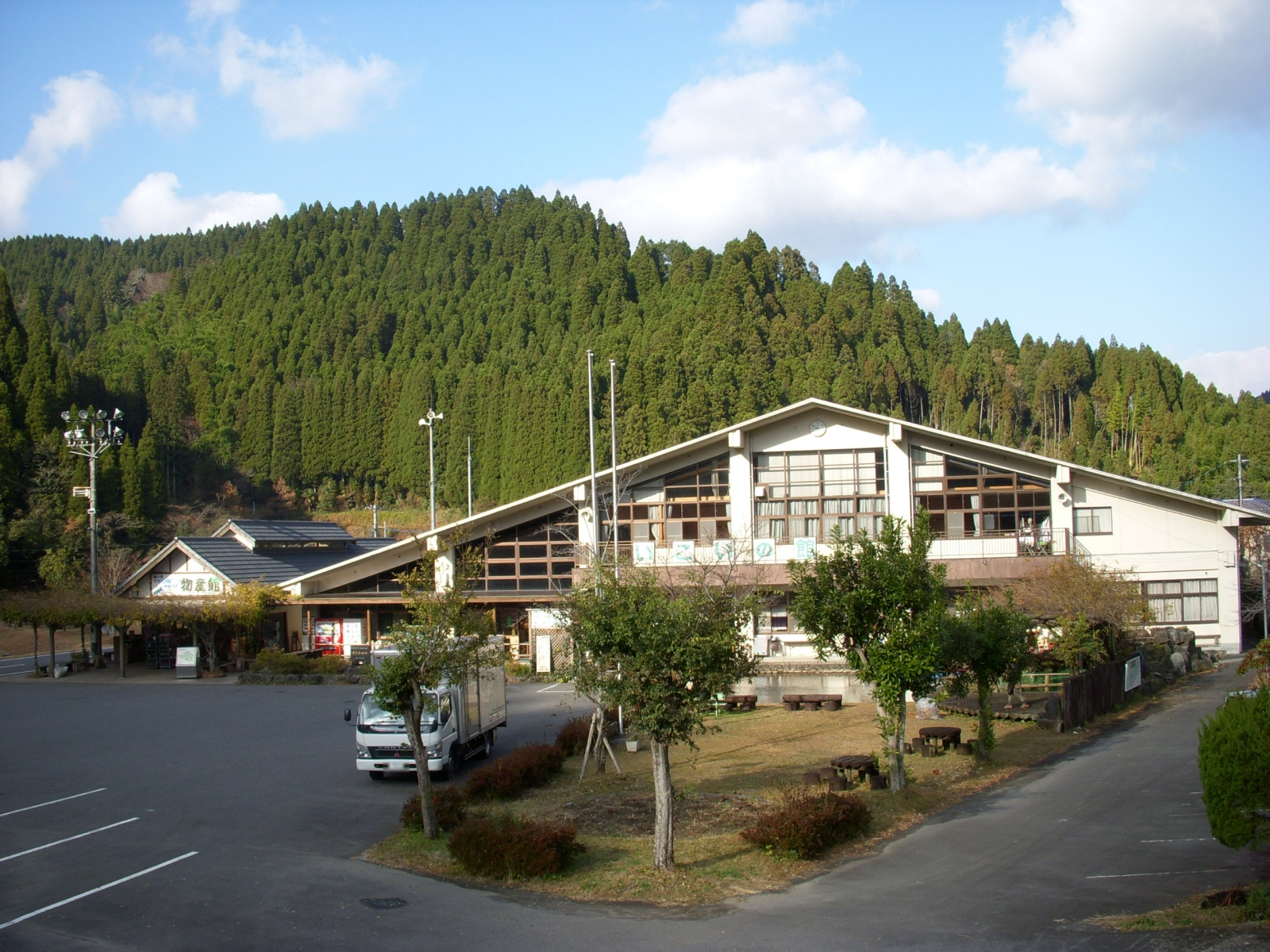
初代施設。上津江村立川原小学校校舎を改装していた（2007年撮影）

初代施設は1994年（平成6年）に廃校となった川原小学校の校舎を利用していた。初代施設は2020年6月頃より解体され、現在の施設は2021年11月より利用されている。

## 施設
- 駐車場
  - 普通車：45台
  - 大型車：6台
  - 身障者用：2台
- トイレ
  - 男：大 11器（3器）、小 11器（5器）
  - 女：13器（7器）
  - 身障者用：2器（2器）

※（）内は、24時間利用可能
- 売店 「物産館」
- 情報コーナー（売店 物産館内）
- 公衆電話
- 公衆FAX
- レストラン 「いこいの館」（現在休業中）
- 宿泊施設「いこいの館」（現在休業中）

## 休館日
- 年中無休（レストランは毎週月曜日（祝日の場合、翌日））

## アクセス
- 国道387号

## 周辺
- 川原川
- オートポリス